# Willem Hinckaert
Willem Hinckaert (ca. 1410 – 22 april 1482) was een Brabants edelman uit het geslacht Hinckaert. Hij was de stamvader van een tak die in 1657 uitstierf.

## Leven
Hij was de tweede zoon van Filip I Hinckaert en Katharina van Dielbeke. Van 1437 tot 1471 was hij laagschout van 's-Hertogenbosch. In 1450-1451 ondernam hij een pelgrimsreis, vermoedelijk naar Rome.

## Familie
Uit zijn huwelijk met Giselraad van Erpe kwamen drie kinderen voort:
- Filip III Hinckaert
- Katharina Hinckaert
- Antoon Hinckaert